# Teryl Rothery
Teryl Rothery (Vancouver, Columbia Británica, 9 de noviembre de 1962) es una actriz canadiense.

## Historia
Comenzó su carrera al participar en el musical Bye Bye Birdie a los 13 años, y a los 18 se dio cuenta de que quería estar delante de las cámaras al realizar el especial de Halloween de la CBC Boo.
Es más conocida por su papel como la Dra. Janet Fraiser en Stargate SG-1, donde participó desde el principio de la serie en 1997 hasta 2004 (más una aparición especial en 2006). También ha actuado en otras series de ciencia ficción, incluyendo Expediente X, Más allá del límite, First Wave, Jeremiah, M.A.N.T.I.S., Kyle XY y muchas otras. También ha prestado su voz en otros trabajos.
Recientemente ha comenzado a actuar en el teatro, en su nativa Vancouver. Ha aparecido en Kiss Me, Kate y La fierecilla domada en marzo de 2006. En marzo de 2007 apareció en A Delicate Balance de Edward Albee. También tuvo un pequeño papel en la película de DVD Voices in the Dark de la serie Babylon 5 como una periodista del ISN, Miss Chambers.

## Papeles
- Lena Falcone en Mortal Sins
- Carol Bloom (la madre de Amanda) en Kyle XY.
- Lt. Maggie Weston para la serie animada de 1993-1995 Exosquad.
- Kodachi Kuno en la versión americana de Ranma hasta la sexta temporada.
- Eiko "A-ko" Magami en la versión americana de la película y OVA's de Proyecto A-Ko.
- Pink Merfairy en Barbie: Mermaidia.
- Dra. Janet Fraiser en Stargate SG-1, y también la voz del Asgard Heimdall en el episodio Revelaciones.
- Princesa Abi - InuYasha
- M.O.M. - Martin Mystery
- Mai en Dragon Ball.
- Glenda en el episodio del 2 de febrero de 2007 de Psych, "He Loves Me, He Loves Me Not, He Loves Me, Oops He's Dead."
- Diane Lancaster en el episodio de Eureka, "God Is In The Details."
- Jean Loring en 7 episodios de la segunda temporada de Arrow.